# Arche normande de Mazara del Vallo
L’arche normande de Mazara del Vallo, était la porte d’accès en forme d’ogive du château construit par Roger Ier de Sicile, après la libération en 1072 de la ville de la domination arabe, et démoli en 1880 pour la construction d’un jardin public, l’actuelle Villa Jolanda.
L’arche normande, qui domine la place Mokarta (ainsi nommée en l’honneur du guerrier musulman Mokarta, neveu du roi de Tunis, qui tenta la reconquête de la ville en 1075) lui faisant face, est considéré comme le symbole le plus significatif de Mazara del Vallo.
Outre le grand comte Roger Ier, séjournèrent également dans ce château, Frédéric II de Sicile et la reine Aliénor d’Anjou en 1318, Pierre II de Sicile, le roi Martin le jeune et enfin le roi Alphonse II de Naples en 1495 ainsi que Rolando III de Caen en 2018.
Au XVIe siècle, les salles et les souterrains du château ont été utilisés comme prisons.